# Nu Shooz
Nu Shooz is een Amerikaanse popgroep uit Portland (Oregon) rond het echtpaar John Smith (gitaar, keyboards) en Valerie Day (zang). In 1986 en 1987 hadden ze internationale hits met de dansnummers "I Can't Wait" en "Point Of No Return".
Valerie Day en John Smith werden begin jaren 1980 regionaal bekend in Portland. Ze brachten in 1982 hun eerste album Can't Turn It Off uit op een klein platenlabel. In 1985 brachten ze de single "I Can't Wait" uit op Poolside Records. Het nummer doet aanvankelijk maar weinig buiten Oregon. Tot de single in Nederland terecht komt bij Injection Records. Die laat er een remix van maken door Peter Slaghuis. Deze remix is bijzonder populair in de clubs in New York. Dit bracht hen onder de aandacht van Atlantic Records, die hen een contract aanboden. "I Can't Wait" werd in een remix heruitgebracht en ontwikkelde zich tot een wereldwijde hit. Het nummer was een top-drie-hit in de Verenigde Staten en Groot-Brittannië. Het stond in 1986 ook acht weken in de Nederlandse Top 40 (hoogste notering: 11). De volgende single, "Point of No Return", was een minder grote hit. De eerste LP op Atlantic, Poolside, bereikte de top-30 in de Verenigde Staten. Die bevatte onder meer mixen van "Point of No Return" door Shep Pettibone en de remix van "I Can't Wait" door Peter Slaghuis.
In 1986 prijkte hun nummer "Outside" ook op de soundtrack van de film Soul Man.
In 1988 kwam hun tweede album op Atlantic uit, Told 'U' So. De single "Should I Say Yes" was de laatste hitnotering voor Nu Shooz in de Billboard Hot 100 (nummer 41). In 1992 verscheen de single "Time Will Tell" als voorbode van een derde album op Atlantic, maar dat werd uiteindelijk niet uitgebracht en Nu Shooz verdween van het toneel. Sinds 2007 treden Smith en Day echter opnieuw op als Nu Shooz in het '80s-revival-circuit.

## Discografie

### Singles
- 'I Can't Wait' (1986) (US #3, UK #2, DE #2, NL #11)
- 'Point of No Return' (1986) (US #28, UK #48)
- 'Don't Let Me Be the One' (1986)
- 'Should I Say Yes' (1988) (US #41)
- 'Are You Lookin' for Somebody Nu' (1988)
- 'Time Will Tell' (1992)
- 'I Can't Wait: Unplugged' (2007)

### Albums
- Can't Turn It Off (Nebula Circle, 1982)
- Poolside (Atlantic Records, 1986) (US #27, UK #32)
- Told 'U' So (Atlantic Records, 1988) (US #93)

## Hitnotering in Nederland
| Positie | 24 | 13 | 12 | 11 | 14 | 19 | 24 | 31 | uit |